# Посівнич Микола Романович
Микола Романович Посівнич (нар. 2 грудня 1980, с. Вощанці Самбірський район, Львівська область) — український історик і громадський діяч, кандидат історичних наук. Член редколегії наукового збірника «Український визвольний рух» (№ 1–3, Центр досліджень визвольного руху), редакційної ради «Літопис УПА. Нова серія» (з 2010), редколегії наукового видання «Дмитро Донцов». Автор понад 300 наукових публікацій, 10 монографій, 6 брошур, упорядник і редактор 32 книг, календарів «Літопису УПА» на 2004—2014 роки та про Степана Бандеру на 2009 рік.

## Життєпис
Микола Посівнич народився 2 грудня 1980 року в с. Вощанці на Самбірщині.
У 1998 р. закінчив Градівську СШ Городоцького району.
З відзнакою закінчив у 2003 році магістратуру історичного факультету Львівського національного університету ім. І. Франка.
У 2002 році, ще будучи студентом, Микола Посівнич став одним із засновників Центру досліджень визвольного руху (Львів), разом зі ще одним колегою по навчанню, та по діяльності у Львівській обласній організації партії Конгрес українських націоналістів — Володимиром Морозом, разом з яким у 1998 році заснували Молодіжний КУН.
З 2001 співпрацює з «Літописом УПА». У 2004 обраний заступником президента благодійного фонду «Літопису УПА» ім. Володимира Макара, а з травня 2005 — президент фонду.
Працює в Інституті українознавства ім. І. Крип'якевича Національної академії наук України від 2003 року: молодший (2003—2014), науковий (2014—2019), старший науковий співробітник (з 2019 і дотепер) відділу новітньої історії.
Також від 14.11.2002 р. працює науковим співробітником у відділі визвольних змагань Львівського історичного музею та в Музеї ген.-хор. УПА Романа Шухевича.
У 2009 році захистив дисертацію кандидата історичних наук на тему: «Воєнно-політична діяльність ОУН в 1929—1939 рр.».
Член редколегії наукового збірника «Український визвольний рух» (№ 1-3), редакційної ради «Літопис УПА. Нова серія» (з 2010 р.), редколегії наукового видання «Дмитро Донцов. Вибрані твори: у 10 томах», Відповідальний редактор Літопису УПА (2017-18 рр.).
Голова Львівської регіональної міжвідомчої комісії по реабілітації (2024 р.)

## Доробок[4]
Досліджує український визвольний рух ХХ століття. Станом на 2024 рік — автор понад 300 наукових публікацій, 10 монографій (три у співавторстві), 6 брошур, упорядник і редактор 32 книг, календарів «Літопису УПА» на 2004—2014 роки та про Степана Бандеру на 2009 рік. Учасник 80 наукових конференції і круглих столів.

### Монографії
- Посівнич М. Нескорений командир. Вид. 2-ге. (Серія «Події і люди». Кн. 1). — Торонто — Львів: В-во «Літопис УПА», 2008. — 79 с., iл.
- Посівнич М. Степан Бандера — життя, присвячене свободі. (Серія «Події і люди». Кн. 3). — Торонто — Львів: В-во «Літопис УПА», 2008. — 112 с., iл.
- Посівнич М. Воєнно-політична діяльність ОУН в 1929—1939 рр. / Ін-т українознавства ім. І. Крип'якевича НАН України, ЦДВР. — Львів, 2010. — 368 с., іл.
- Посівнич М. Життя на тлі історії ОУН: Білас і Данилишин. — Львів, 2012. — 172 с., іл.
- Посівнич М., Брелюс В. Нарис життя Дарії Ребет — «Орлян». (Серія «Події і люди». Кн. 26). — Торонто — Львів: В-во «Літопис УПА», 2013. — 112 с., iл.
- Лепісевич П., Посівнич М. Національні сили в розбудові державності Карпатської України в 1938—1939 роках / Львівський державний університет внутрішніх справ. — Львів: «БОНА», 2014. — 192 с., 8 с. іл.
- Посівнич М. Степан Бандера. «Українці. Історія нескорених». — Харків: Клуб Сімейного Дозвілля, 2015. — 256 с.
- Посівнич М. Степан Бандера. «Славні стрияни. Книга 1». — Стрий: Щедрик, 2018. — 332 с.
- Посівнич М. Степан Бандера — провідник української ідеї. (Серія «Наш пантеон»). Київ: Наш формат, 2023. 288 с.
- Ільницький В., Посівнич М. Василь Регей («Кіт»): «Історія народу пишеться долями людей». Дрогобич: Посвіт, 2024. 160 с.

### Брошури
- Дашкевич Я., Кук В., Бойко В., Посівнич М. Про генерала Тараса Чупринку (Романа Шухевича) / НАН України. Інститут української археографії та джерелознавства ім. М. С. Грушевського. Львівське відділення. — Львів, 2006. — 32 с., iл.
- Посівнич М. Нескорений командир. — Торонто — Львів: «Літопис УПА», 2007. — 64 С., iл.
- Посівнич М. Роман Шухевич. (Стозiр'я. Б-ка укр. родини: Державні діячі. Дипломати. Військові діячі). — Київ: ТОВ «Атлант ЮЕмСi», 2007. — 64 с., iл.
- Посівнич М. Білас і Данилишин. Життя на тлі історії ОУН. — Львів, 2009. — 64 с., іл. (Видання друге, 2010).
- Посівнич М. Р. Воєнно-політична діяльність ОУН (1929—1939 рр.): Автореф. дис. канд. іст. наук: 07.00.01 / Ін-т українознавства ім. І. Крип'якевича НАН України; Ін-т народознавства НАН України. — Львів, 2009. — 16 с.

## Відзнаки
Нагороджений ювілейними грамотами, відзнаками і медалями за заслуги в національно-визвольній боротьбі, утвердженні і розбудові української держави від різних обласних рад, громадських установ і організацій.
- Лауреат Премії імені Героя України Степана Бандери в номінації «Політична діяльність» (2013).[5]
- Відзнака Львівського міського голови «100-річчя ЗУНР»
- Орден «За заслуги» III ступеня (2018)[6]